# Bolsa de Valores Bahia Sergipe Alagoas
Die Bolsa de Bahia Sergipe Alagoas (BOVESBA oder BVBSA, englisch: Bahia Stock Exchange), oder Bolsa da Bahia, war eine Wertpapierbörse in Brasilien. Sie ist über einen gemeinnützigen Verein organisiert, der an der am 28. Januar 2000 unterzeichneten Integrations- und Partnerschaftsvereinbarung zwischen den bestehenden brasilianischen Börsen teilnahm, durch die die Börse von São Paulo (Bovespa) die einzige brasilianische Börse wurde, an der Aktien gehandelt werden. Seitdem fungiert die Bahia Stock Exchange als Entwicklungsbörse und entwickelt Aktivitäten, die darauf abzielen, den Kapitalmarkt zu fördern und populärer zu machen. Als Wertpapierbörse ist sie seit Ende der 1990er Jahre deaktiviert.

## Geschichte
Im Jahr 1817 wurde in der Stadt Salvador die erste Börse Brasiliens eröffnet und im Juli 1851 mit dem kaiserlichen Dekret Nr. 807 folgte das Bahia Board of Brokers. Mit diesem Dekret wurden auch die Regeln festgelegt, die auf denen des Maklerverbands von Rio de Janeiro basierten, der wiederum am Vortag durch das kaiserliche Dekret Nr. geschaffen worden war. 806. Dieses Maklergremium war die Keimzelle der heutigen Bovesba.
Das am 28. Januar 2000 zwischen brasilianischen Börsen (einschließlich BOVESBA) unterzeichnete Fusions- und Partnerschaftsabkommen legte fest, dass die Börse von São Paulo die einzige brasilianische Börse für den Aktienhandel sein würde, während die anderen Institutionen mit der Entwicklung begannen und Aktivitäten zur Förderung und Popularisierung des Kapitalmarktes entwickelten. Im August 2001 kam es zur operativen Fusion der beiden Börsen. Das bedeutet, dass das Tagesgeschäft, die auf den Handelsplätzen der anderen Börsen abgewickelt wurden, nun von den ihnen angeschlossenen Maklerfirmen (die gleichzeitig Mitglieder der damaligen Börse von São Paulo wurden) über das elektronische Handelssystem Mega Bolsa abgewickelt werden.